# Эфендиев, Адиль
Адиль Эфендиев (азерб. Adil Əfəndiyev; 1907 — 9 февраля 1973, Баку) — азербайджанский лексикограф, деятель СМИ. Депутат Бакинского Совета.

## Биография
Родился в 1907 году в Баку в семье турок-месхетинцев.
Трудовую деятельность начал еще будучи студентом. В 1924 году работал секретарем «Крестьянской газеты». 
В 1925—1939 годах — орфограф, переводчик, редактор, заведующий отделом Азербайджанского государственного издательства «Азернешр». 
В 1939—1953 годах работал в Азербайджанском Комитете по радиовещанию в должности главного редактора, первого заместителя председателя и председателя. 
В 1954—1964 годах — заведующий Азербайджанского государственного издательства «Азернешр». 
В 1964—1972 годах — первый заместитель председателя Государственного комитета печати Азербайджанской ССР. 
В 1972—1973 годах заведовал отделом перевода в Институте истории партии при ЦК КП Азербайджана. 
Был ответственным секретарем и заместителем председателя постоянного Юбилейного комитета, членом терминологического комитета, топонимической комиссии, главной редакции Азербайджанской Советской Энциклопедии.
В 1920-е — 1930-е годы публиковал стихи в прессе под псевдонимом «Адиль Недждат». 
С 1925 года был одним из секретарей Союза «Qızıl qələmlər», с 1927 года — членом общества пролетарских писателей Азербайджана. 
Составитель и редактор четырёхтомных русско-азербайджанских словарей, изданных в 1940—1946 годах, и двухтомных словарей, изданных в 1956—1959 годах. Участвовал в создании словаря тюркских народных диалектов Азербайджана, изданного в 1930 году.
Избирался депутатом Бакинского совета 2-го, 4-го, 5-го, 6-го, 8-го и 9-го созывов. 
Умер 9 февраля 1973 года в Баку. Похоронен на Аллее почётного захоронения.

## Награды
Награжден орденом «Знак Почета», 4 медалями, почетными грамотами Президиума Азербайджанской ССР.
Удостоен звания «Отличник народного просвещения Азербайджанской ССР».
Был одним из первых, кто получил почетное звание Заслуженный деятель искусств Азербайджанской ССР.